# Jakov Gotovac
Œuvres principales
 Ero s onoga svijeta, opéra-comique (1935)
Jakov Gotovac  (11 octobre 1895 – 16 octobre 1982) est un compositeur et chef d'orchestre croate. Son Opéra-comique, « Ero s onoga svijeta » (Ero le Joker), bien connu de la Croatie, a été monté pour la première fois à Zagreb en 1935.

## Biographie
Jakov Gotovac est né à Split, alors en Autriche-Hongrie. Initialement autodidacte, il a peu ou pas d'éducation musicale mais, toujours à Split, il a la chance d'être encouragé et soutenu par Josip Hatze, Cyril Metoděj Hrazdira et Antun Dobronić, qui lui ont inculqué une orientation nationaliste de la musique. À la demande de ses parents après le lycée il commence ses études de droit à Zagreb, mais commence à écrire de la musique. Sa première œuvre est publiée en 1916 : deux scherzos pour chœur mixte sur des textes folkloriques. Il interrompt ses études de droit pour étudier, en 1920 à Vienne, dans la classe de Joseph Marx à l'Académie de musique.
De retour chez lui en 1922, il travaille brièvement avec la Philharmonia Society Kolo de Masaryk, fondée à Šibenik par Vice Iljadica  en 1899. En 1923, il déménage à Zagreb, où il continue à travailler à la fois comme chef d'orchestre et compositeur jusqu'à sa mort. Entre 1923 et 1958, il occupe le poste de chef d'opéra au Théâtre national croate (Hrvatsko Narodno kazalište) et dirige une société universitaire musicale, Mladost-Balkans, et le chœur Vladimir Nazor.
Son œuvre la mieux connue est sans doute « Ero s onoga svijeta » Ero de l'autre monde, sur un livret de Milan Begović (en), produit sur tous les continents sauf l'Australie, et traduit en neuf langues. Il a été joué dans plus de 80 salles d'Europe. Jakov Gotovac a également écrit de nombreux autres ouvrages pour orchestre, ainsi que la musique vocale, des pièces pour piano. Citons aussi Koleda (1925) et Simfonijsko kolo (1926) une œuvre pour orchestre populaire dans laquelle des rythmes grouillant, convergent vers un puissant point culminant.
Dans ses œuvres, Gotovac représente la fin nationalisme romantique, avec le folklore croate comme source d'idées et d'inspiration. Musicalement il préfère les textures homophones et les structures harmoniques assez simples, en harmonie avec le style folklorique qu'il admirait.
Gotovac est mort à l'âge de 87 ans, à Zagreb.

## Œuvres

### Orchestre
- Simfonijsko kolo (Symphonie kolo), op. 12 (1926)
- Pjesma i ples s Balkana (Chants et danses des Balkans), op. 16 (1939)
- Orači (Les laboureurs), op. 18 (1937)
- Guslar (Gusle player), op. 22 (1940)
- Dinarka (Dame de Dinara) (1945)
- Plesovi od Bunjevaca (Danses de Bunjevci) (1960)

### Chorales
- 2 Scherzos (1916)
- 2 pjesme za muški zbor (2 chants pour chœur d'hommes) (1918)
- 2 pjesme čuda i smijeha (2 chants d'émerveillement et de joie) (1924)
- Koleda (1925)
- Dubravka: Pastorale pour chœur et orchestre, texte d'Ivan Gundulić, op. 13 (1927–28)
- 3 momačka zbora (3 chœurs pour voix de garçons) (1932)
- Pjesme vječnog jada (Les chansons du chagrin éternel) (1939)
- Pjesme zanosa (Les chansons du ravissement) (1955)

### Avec voix
- Djevojka i mjesec (La jeune fille et la lune) pour alto et orchestre (1917)
- Erotski moment za glas i glasovir (Instants érotiques pour voix et piano) (1929)
- 2 Sonate za bariton i orkestar (2 sonates pour barytone et orchestre) (1921)
- Pjesme djevojčice za jedan glas i glasovir (chant pour voix de femme et piano) (1923)
- Gradom za glas i glasovir (Through the Town pour voix et piano)
- Rizvan-aga za bariton i orkestar (Rizvan-aga pour baryton et orchestre (1938)
- Pjesme čežnje za glas i orkestar (Chants de nostalgie pour voix et orchestre) (1939)

### Opéras
- Morana, op. 14 (1928–1930)
- Ero s onoga svijeta (Ero de l'autre monde), op. 17 (1933–1935)
- Kamenik, op.  23 (1939–1944 ; UA 1946)
- Mila Gojsalića, op. 28 (1948–1951 ; UA 1952)
- Đerdan, op. 30 (1954–1955)
- Dalmaro, op. 32 (1958 ; UA 1964)
- Stanac, op. 33 (1959)
- Petar Svačić. Opera-Oratorij (opéra-oratorio, op. 35 (1969 ; 1971)